# メリッサ (アルバム)
『メリッサ』（Melissa）は、デンマークのヘヴィメタル・バンド、マーシフル・フェイトが1983年に発表した、初のフル・レングスのスタジオ・アルバム。

## 背景
バンドは1982年11月にオランダのレーベル「Rave-On」からデビューEP「Mercyful Fate」を発表した後、1983年にはロードランナー・レコードとの契約を得て、本作の制作に入った。タイトル曲は中世の魔女を題材とした曲で、当時のライブでは、祭壇の上にメリッサの頭蓋骨が飾られるという演出がなされていた。

## 評価・影響
1985年、本作収録曲「イントゥ・ザ・コヴェン」がアメリカの音楽検閲委員会PMRCによる「最も不快な15曲」の一つに挙げられ（理由は「オカルト」）、ボーカリストのキング・ダイアモンドは『ローリング・ストーン』誌のインタビューにおいて、PMRCを「倒錯した心の持ち主」と批判している。
スティーヴ・ヒューイはオールミュージックにおいて5点満点中4点を付け「ネオ・クラシカル的な技巧を振るうギタリストのハンク・シャーマンとマイケル・デナー、そして極端なグロウルと奇怪なファルセットを使い分けるキング・ダイアモンドの予測不能なボーカルにより、バンドは個性的なサウンドを確立している」と評している。ドム・ローソンは2020年、キング・ダイアモンドの全キャリア（マーシフル・フェイト名義の作品も含む）におけるアルバムのランキングで本作を4位に挙げ「ジューダス・プリーストが築き上げた華麗なヘヴィメタルの様式を、遙かに不吉で、この世ならぬ形に歪めてみせた」と評している。
メタリカのカバー・アルバム『ガレージ・インク』（1998年）には、「セイタンズ・フォール」、「カース・オヴ・ザ・ファラオス」、「ア・コープス・ウィズアウト・ソウル」（この曲のみ1982年のEPからの曲）、「イントゥ・ザ・コヴェン」、「イーヴル」の5曲をメドレーにした「マーシフル・フェイト」という曲が収録された。また、スレイヤーのケリー・キングは2015年、「最も影響力のあるギター・アルバム5選」の一つとして本作を挙げた。

## 収録曲
全曲とも作詞はキング・ダイアモンド、作曲はハンク・シャーマンによる。
1. イーヴル - "Evil" – 4:45
2. カース・オヴ・ザ・ファラオス - "Curse of the Pharaohs" – 3:57
3. イントゥ・ザ・コヴェン - "Into the Coven" – 5:11
4. アット・ザ・サウンド・オヴ・ザ・ディーモン・ベル - "At the Sound of the Demon Bell" – 5:22
5. ブラック・フューネラル - "Black Funeral" – 2:49
6. セイタンズ・フォール - "Satan's Fall" – 11:23
7. メリッサ - "Melissa" – 6:44

### 2005年スペシャル・エディション盤ボーナス・トラック
1. ブラック・マシズ - "Black Masses" – 4:31
2. カース・オヴ・ザ・ファラオス（BBCラジオ1・セッション） - "Curse of the Pharaohs (BBC Radio 1 Session)" – 3:51
3. イーヴル（BBCラジオ1・セッション） - "Evil (BBC Radio 1 Session)" – 4:02
4. セイタンズ・フォール（BBCラジオ1・セッション） - "Satan's Fall (BBC Radio 1 Session)" – 10:29
5. カース・オヴ・ザ・ファラオス（デモ） - "Curse of the Pharaohs (Demo)" – 4:26
6. ブラック・フューネラル（デモ） - "Black Funeral (Demo)" – 2:54

### 2005年スペシャル・エディション盤ボーナスDVD
1983年の未発表ライブ映像を収録。
1. ドゥームド・バイ・ザ・リヴィング・デッド - "Doomed by the Living Dead"
2. ブラック・フューネラル - "Black Funeral"
3. カース・オヴ・ザ・ファラオス - "Curse of the Pharaohs"

## 参加ミュージシャン
- キング・ダイアモンド - ボーカル
- ハンク・シャーマン - リードギター
- マイケル・デナー - リードギター
- ティミ・ハンセン - ベース
- キム・ラッズ - ドラムス